# شترچهره
شترچهره (نام علمی: Camelops) که با نام شتر آمریکایی نیز شناخته می‌شود یک سرده از تیره شتران است که از حدود ۳٫۲ میلیون سال پیش تا حدود ۱۰ هزار سال پیش یعنی از اواخر پلیوسن تا اوایل هولوسن در آمریکای شمالی زندگی می‌کرد. شتر آمریکایی خویشاوندی نزدیکی با شترهای بر قدیم یعنی شتر بلخی و شتر عربی دارد و همچنین خویشاوندی دورتری با شترهای بر جدید یعنی لاما، گواناکو، آلپاکا و شترچه دارد. شکار گسترده شتر آمریکایی توسط انسان اغلب به عنوان عامل انقراض این جانور مطرح می‌شود.

## توصیف

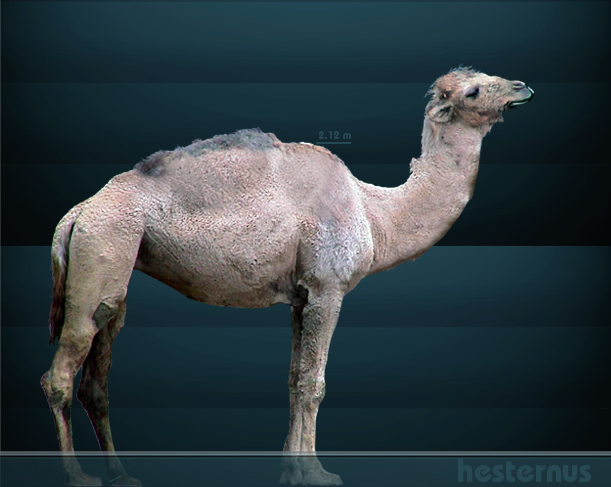
تصویرسازی فرضی از شتر آمریکایی

به دلیل این که بافت نرم کوهان در فسیل‌ها حفظ نمی‌شود شکل کوهان شتر آمریکایی مشخص نیست و تاکنون تنها فرضیه‌هایی در این مورد مطرح شده‌است. شتر آمریکایی با حدود ۳۴۰ سانتی‌متر طول، ۲۲۰ سانتی‌متر ارتفاع و بین ۶۰۰ تا ۸۰۰ کیلوگرم وزن کمی از شتر بلخی بزرگ‌تر و سنگین‌تر بوده‌است.